# Толстая Маргарита
То́лстая Маргари́та, Пакс Маргаре́та (эст. Paks Margareeta) — башня Таллинской крепостной стены, расположенная в конце улицы Пикк. Памятник архитектуры XVI века.
Строительство перед Большими Морскими воротами орудийной башни с бойницами было начато в 1510 году и окончено в 1531 году. Своё современное название она получила в 1842 году за внушительные размеры — 25 метров в диаметре в нижней части и 20 метров в высоту. Толщина стен составляет 4,4—6,5 метров. 
Изначально башню называли «Круглой башней» (эст. Ümmargune torn), затем «Новой башней Розового сада» (эст. Roosiaia Uus torn) или по-немецки «Роозенкранц» (нем. Rosencrantz). 
В башне находился склад боеприпасов, склад Адмиралтейства и казарма. С 1830 года башню стали использовать в качестве тюрьмы, в 1877 году перестроили в казарму. В 1884 году с южной стороны «Толстой Маргариты» было построено четырёхэтажное вспомогательное каменное здание и вместе с ним башня стала городской тюрьмой. В марте 1917 года, во время Февральской революции, башню сожгли.
В 1938–1940 годах упомянутое подсобное здание тюрьмы и башню у передних ворот перестроили в Городской музей, в это же время отремонтировали и покрыли крышей стены «Толстой Маргариты», восстановив в ней также амбразуры, перестроенные в XIX веке в окна. 
В настоящее время башня восстановлена, реставрирована. С 1980 года в ней располагается Морской музей Эстонии. На верхнем этаже башни работает кафе-магазин, откуда открывается вид на город и море.

## История строительства
На дороге, ведущей к пристани, первые ворота были построены во 2-й четверти XIV века, когда район церкви Олевисте был присоединен к городу. Предполагается, что это была четырёхгранная башня со сводчатым проездом (не сохранилась). Между 1434 и 1460 годами к ней через ров были пристроены предмостные укрепления, фланкированные двумя стройными круглыми башенками, которые характерны для Таллина того времени. Ворота были реконструированы в начале XVI века. В 1510 году на месте восточной круглой башенки была заложена массивная орудийная башня. Это была четырёхэтажная постройка с боевой площадкой. Перекрытия внутри башни опирались на центральный столб. Согласно принципу горизонтальной обороны, пушки располагались и на первом этаже; огневые камеры были снабжены вентиляционными каналами. Одновременно западная башенка предмостных укреплений была надстроена оборонительным этажом. Дополнительно в северо-восточном углу городской стены позже была построена вторая стена (цвингер) с двумя рядами бойниц. Башню спроектировал, по всей вероятности, выходец из Польши Клеменс Пале (Clemens Pale).
С 1520 года строительными работами руководил строительный мастер и камнерез Герт Конинг (Gert Koningk) из Мюнстера, который эту должность также занимал при возведении церкви Святого Олафа. Он же в 1529 году вытесал позднеготический малый герб города Таллина над передними воротами Больших Морских ворот.
В 1683–1704 годах башня была реконструирована: изначальный машикулинный этаж и расположенный над ним этаж сломали и заменили обычным орудийным этажом, башню накрыли высокой черепичной крышей.

## Легенда о Германе и Маргарите
Давным-давно жили в Таллине крестьянский сын Герман и дочь рыбака Маргарита. Они полюбили друг друга и вечерами подолгу гуляли по городу, взявшись за руки. Однако висевшее над ними проклятие — видеться только до полуночи — угрожало их счастью. Однажды они пропустили час расставания и, когда часы начали бить двенадцать часов, бросились в разные стороны, но с последним ударом стройный и высокий Герман стал высокой башней, которую сегодня называют «Длинный Герман», а Маргарита превратилась в башню «Толстая Маргарита». Так и стоят они в противоположных сторонах Старого города в память о влюбленных, которых разлучила жестокая судьба.